# Astoria (Oregon)

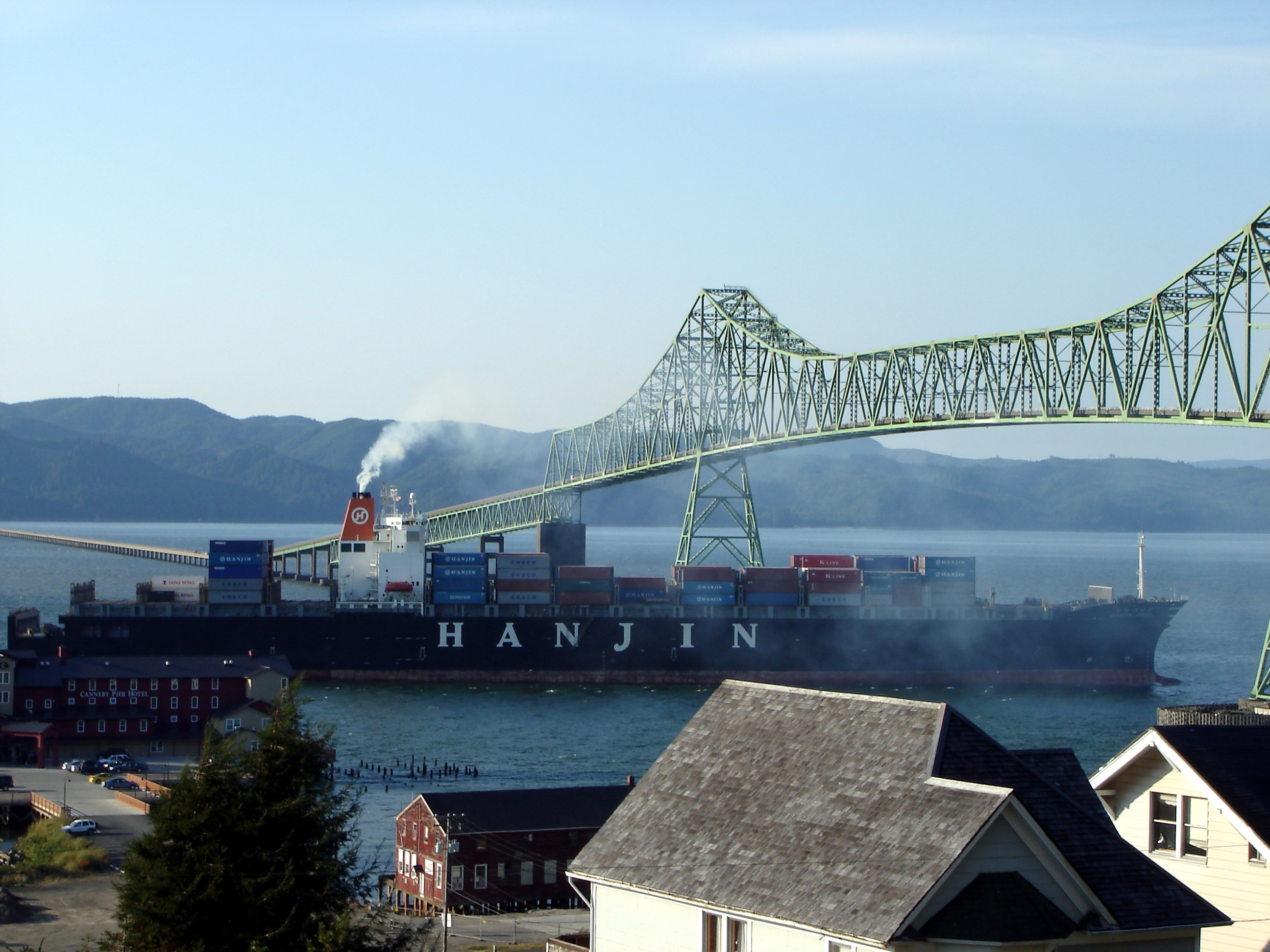
Most przez rzekę Kolumbia w Astorii

Astoria – miasto w Stanach Zjednoczonych, w stanie Oregon. 9477 mieszkańców (2010). Głębokowodny port u ujścia rzeki Kolumbia do Pacyfiku.
Miasto otrzymało swą nazwę od nazwiska amerykańskiego biznesmena (i pierwszego milionera) Johna Jacoba Astora. Jego American Fur Company założyła w tym miejscu w roku 1811 faktorię handlową i fort o tej właśnie nazwie. Filiami kompanii miały być Pacific Fur Company (czerwiec 1810) i Southwest Fur Company (czerwiec 1811). Zadaniem pierwszej z nich było utworzenie faktorii na pacyficznym wybrzeżu Oregonu w pobliżu ujścia Kolumbii, gdzie Lewis i Clark zimowali w roku 1805. W tym celu Astor wszedł w porozumienie z kanadyjskimi kompaniami futrzarskimi oraz z Kompanią Rosyjsko-Amerykańską zobowiązując się - w zamian za futra - zaopatrywać ich punkty handlowe w Kanadzie i na Alasce.
Dwie ekspedycje wyruszyły do Oregonu. Pierwsza - morzem, na statku zakupionym przez Astora - pod dowództwem Roberta Stuarta, wyruszyła z Nowego Jorku we wrześniu 1810 roku, opłynęła przylądek Horn i dotarła do celu w marcu roku następnego. W trakcie budowy faktorii statek ruszył na północ, ale w zatoce Nootka doszło do starcia z Indianami, w wyniku którego cała załoga zginęła, a statek został zniszczony.
Ekspedycja lądowa, dowodzona przez Wilsona P. Hunta, wyruszyła z Saint Louis w kwietniu 1811 roku. Wędrując w górę biegu Missouri, a następnie przez dzisiejsze stany Wyoming i Idaho z biegiem rzek Snake i Kolumbia, dotarła z pewnymi stratami do celu w lutym 1812 roku.
Astoria otrzymała prawa miejskie 20 października 1876 roku.
Imieniem miasta nazwano kilka okrętów United States Navy, hotel przy placu oraz stację metra w Budapeszcie.

## Urodzeni w Astorii
- Holly Madison – amerykańska modelka

## Miasta partnerskie
- Walldorf, Niemcy